# 苏博蒂察
蘇博蒂察（試聽ⓘ，玛莉亚特雷西亚波尔），是塞爾維亞伏伊伏丁那自治省北部北巴奇卡區的城市，并为该区的行政中心。城市面积为1,007.47平方公里，2022年人口数量为123,952人，中心城区的人口数量则为94,228人，为自治省的第二大城市。